# Comuna Torhovîțea, Colomeea
Torhovîțea (în ucraineană Торговиця) este o comună în raionul Colomeea, regiunea Ivano-Frankivsk, Ucraina, formată din satele Torhovîțea (reședința) și Zakrivți.

## Demografie
Componența lingvistică a comunei Torhovîțea
     Ucraineană (99,84%)
     Alte limbi (0,12%)
Conform recensământului din 2001, majoritatea populației comunei Torhovîțea era vorbitoare de ucraineană (99,84%), existând în minoritate și vorbitori de alte limbi.